# Eduardo Scarpetta
Eduardo Scarpetta (né le 13 mars 1853 à Naples et mort dans la même ville en 1925) est un acteur et metteur en scène italien de la seconde moitié du XIXe  et du début du XXe siècle.

## Biographie
Eduardo Scarpetta, dès l'âge de 15 ans, monte sur les planches pour camper tous types de personnages, notamment comiques, du théâtre napolitain. Il signe son chef-d'œuvre Misère et Noblesse, connaît la gloire et abandonne définitivement le spectacle en 1909. 
Il a donné naissance à une dynastie de comédiens parmi lesquels  Eduardo De Filippo, Peppino De Filippo et Titina De Filippo, lesquels marqueront le théâtre et le cinéma napolitain du XXe siècle. Il est également le grand-père des acteurs italiens Augusto Carloni, Luigi De Filippo et Luca De Filippo.

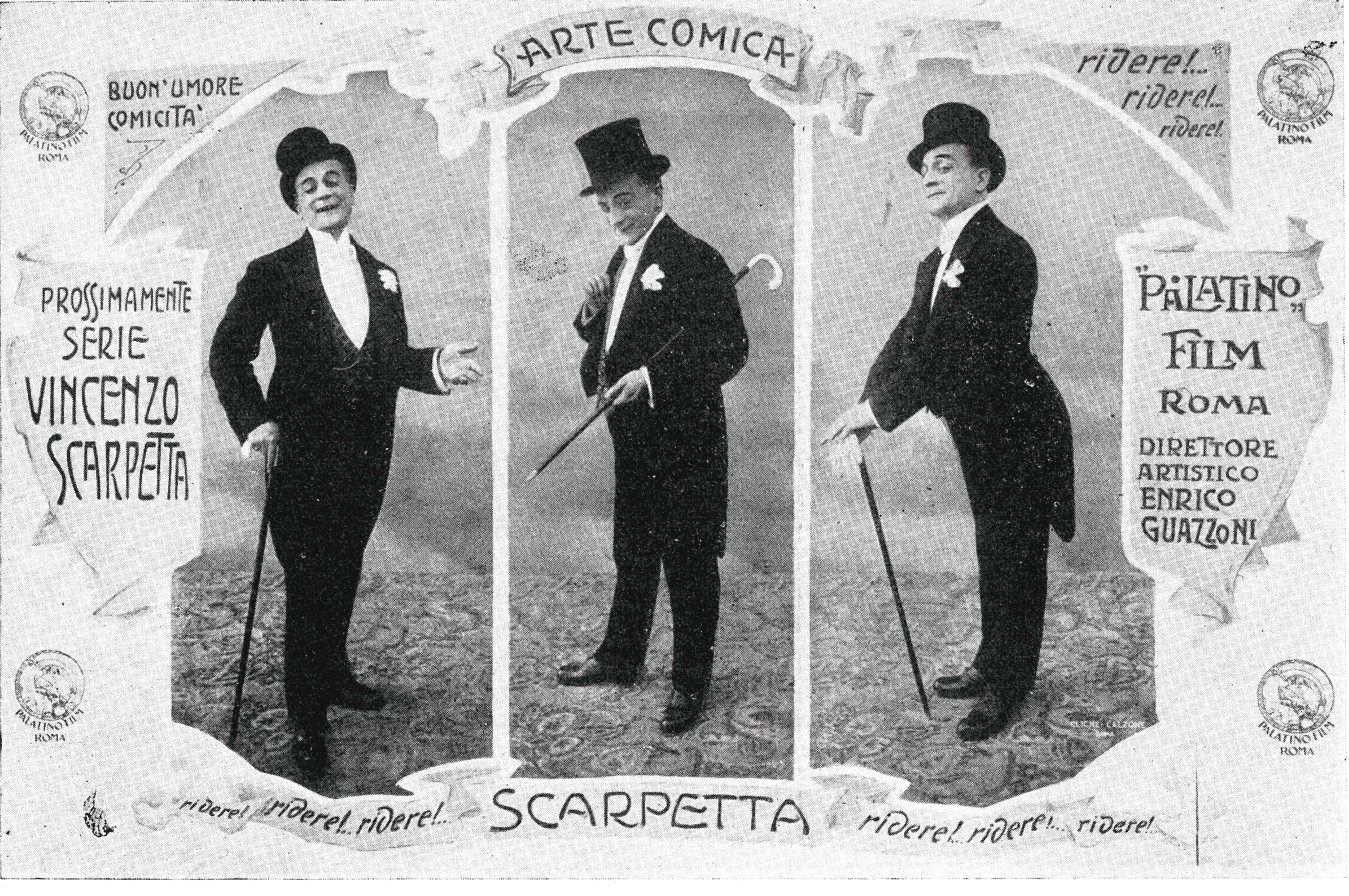
Affiche annonçant la collaboration de la Società Italiana Cines/Palatino Film entre Enrico Guazzoni et Vincenzo Scarpetta.